# 徐九章
徐九章（？—？），字思健，又字经纬，直隶河间府景州人。

## 生平
万历三十七年（1609年）己酉科直隶乡试举人，四十一年（1613年）癸丑科進士，授户部主事，榷江西九江钞关，晋郎中，四十七年五月知河南彰德府，调任山东青州府知府，天啓六年六月升江西副使，备兵池州（徽安道），十月改山东海右道副使，崇祯初，官至湖广参政。
县西门里有“簪纓濟美坊”、“叠荷国章坊”为徐伸、徐九章立。墓在城东北河圈村。